# Архиепархия Туамасины
Архиепархия Туамасины (лат. Archidioecesis Toamasinensis) — архиепархия Римско-Католической церкви с центром в городе Туамасина, Мадагаскар. В митрополию Туамасины входят епархии Амбатундразаки, Мураманги, Фенуариву-Ацинананы.

## История
18 июня 1935 года Римский папа Пий XI выпустил буллу Inter graviores, которой учредил апостольскую префектуру Ватумандри, выделив её из апостольских викариатов Фианаранцуа (сегодня — Архиепархия Фианаранцуа) и Тананариве (сегодня — Архиепархия Антананариву).
25 мая 1939 года апостольская префектура Ватумандри была преобразована в апостольский викариат.
14 сентября 1955 года Римский папа Пий XII выпустил буллу Dum tantis, которой преобразовал апостольский викариат Ватумандри в епархию. В этот же день епархия Ватумандри вошла в митрополию Тананариве.
11 декабря 1958 года епархия Ватумандри вошла в митрополию Анцирананы.
9 апреля 1968 года епархия Ватумандри передала часть своей территории для возведения новой епархии Манандзари.
31 января 1990 года епархия Ватумандри была переименована в епархию Туамасины.
26 февраля 2010 года Римский папа Бенедикт XVI выпустил буллу Spiritali progressioni, которой возвёл епархию Туамасины в ранг архиепархии.

## Ординарии архиепархии
- епископ Ален-Себастьен Ле Бретон (8 октября 1935 — 15 марта 1957);
- епископ Жюль-Жозеф Пусе (14 ноября 1957 — 25 марта 1972);
- епископ Жером Разафиндразака (25 марта 1972 — 15 марта 1989);
- епископ Рене Жозеф Ракотондрабе (15 июня 1989 — 24 ноября 2008);
- архиепископ Дезире Царахазана (24 ноября 2008 — настоящее время).

## Источник
- Annuario Pontificio, Ватикан, 2007
- Булла Inter graviores Архивная копия от 29 июля 2019 на Wayback Machine, AAS 28 (1936), стр. 96 (лат.)
- Булла Dum tantis Архивная копия от 27 марта 2010 на Wayback Machine, AAS 48 (1956), стр. 113 (лат.)
- Булла Spiritali progressioni Архивная копия от 31 октября 2011 на Wayback Machine (лат.)